# ألي كيغلي
ألي كيغلي (بالإنجليزية: Allie Quigley) مواليد 20 يونيو 1986 في جوليت، هي لاعبة كرة سلة أمريكية. بدأت مسيرتها الاحترافية في سنة 2008. تم اختيارها من قبل فريق سياتل ستورم خلال الدرافت. تلعب مع شيكاغو سكاي في دوري الاتحاد الوطني لكرة السلة النسائية كلاعب هجوم خلفي. وتحمل الرقم 14.

## المسيرة الاحترافية
لعبت مع فينيكس ميركوري في موسم 2008–2009، ثم لعبت مع إنديانا فيفر في سنة 2010، ثم لعبت مع سان أنطونيو ستارز في سنة 2010، ثم لعبت مع سياتل ستورم في سنة 2011، ثم لعبت مع شيكاغو سكاي في سنة 2013، ثم لعبت مع نادي فنربخشة لكرة السلة للسيدات في سنة 2015.

## روابط خارجية
- ألي كيغلي على موقع الاتحاد الدولي لكرة السلة (الإنجليزية)
- ألي كيغلي على موقع الاتحاد الوطني لكرة السلة النسائية (الإنجليزية)
- ألي كيغلي على موقع كرة السلة الأوروبية.كوم (الإنجليزية)
- ألي كيغلي على موقع كلية كرة السلة في سبورتس رفرنس.كوم (الإنجليزية)
- ألي كيغلي على موقع بروبوليرز (الإنجليزية)
- ألي كيغلي على موقع سبورتس رفرنس (الإنجليزية)